# Aniarakvartetten
Aniarakvartetten är en svensk stråkkvartett, bildad 1995 med sin bas i Stockholmsregionen.
Aniarakvartetten består av Jonas Lindgård (violin), Filip Gloria (violin), Erik Ring (viola) och Mattias Rodrick (violoncell). 
Tidigare medlemmar har även varit Tino Fjeldi (violin), Anna Kroeker (violin), Kristina Ebbersten (violin), Lars-Gunnar Bodin (viola) samt David Peterson (violoncell).
Ensemblen hade tidigare sin bas i Malmö och bildades medan medlemmarna fortfarande studerade på olika håll i Europa och de har genom åren bedrivit en omfattande konsertverksamhet internationellt. Likt "räddningsrymdskeppet" Aniara, som återupplever det förflutna på sin färd in mot det okända, så består kvartettens repertoar av en blandning av äldre klassiska verk och nyskriven, ibland experimentell musik. Flera samtida tonsättare har specialskrivit verk för dem, däribland Stefan Klaverdal, Thomas Liljeholm, Daniel Nelson, Daniel Hjorth, Gunnar Valkare, Staffan Mossenmark, och Anna-Lena Laurin. I olika sammanhang har de samverkat med andra musiker, sångare eller elektronisk musik. Under flera år samarbetade de med den norske ackordeonisten Geir Draugsvoll med internationella turnéer bland annat till Kina.. De har även samarbetat med operasångaren Anna Larsson och pianisten Francisca Skoogh.

## Diskografi
- 2004 – Contemporary Works for String Quartet and Accordeon (Intim Musik) IMCD 088 [3]
- 2007 – Anna-Lena Laurin: Piece from the Silence, String Quartet No. 1 (Vanguard Music Boulevard) VMBCD105 [4]
- 2008 – Ocular" (Chamber Sound) CSCD08038 [5]